# Prattsville (Nowy Jork)
Prattsville – miasto w Stanach Zjednoczonych, w stanie Nowy Jork, w hrabstwie Greene.